# Sala de reuniones

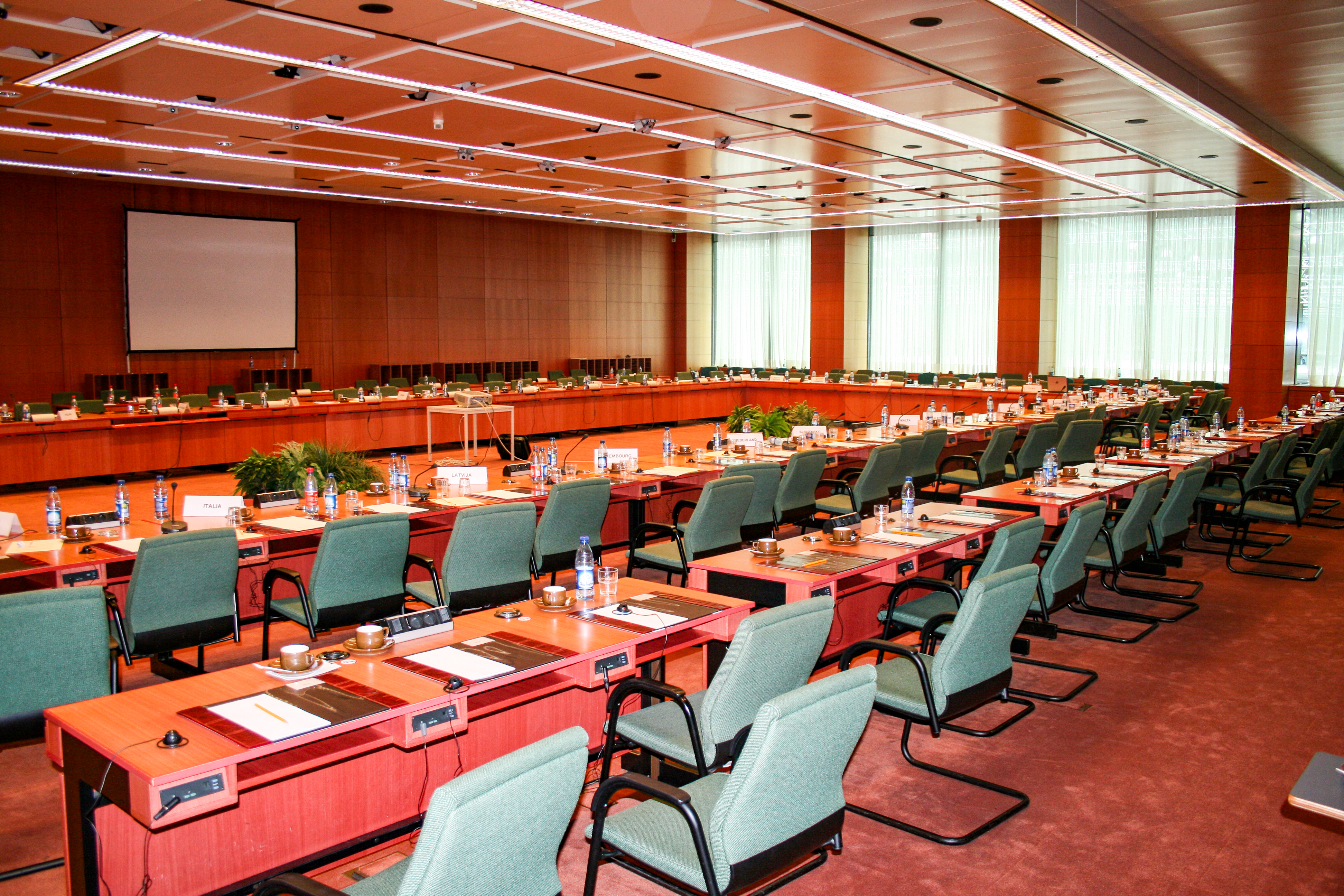
Sala de reuniones

Una sala de reuniones es una habitación habilitada para reuniones singulares tales como las de negocios. Es común que existan en hoteles, grandes centros de convenciones y centros de negocios. A veces, otros espacios se adaptan para celebrar grandes conferencias, como pabellones deportivos o salas de conciertos.
El motivo de externalizar la contratación de una sala de reuniones reside generalmente en la falta de espacio para acoger a los asistentes en las instalaciones del organizador. Generalmente, el establecimiento proporciona todos los elementos necesarios para la celebración de la reunión: muebles, proyectores integrados, iluminación cenital, equipo de sonido, micrófono inalámbrico, pantalla, rotafolios e, incluso, aparato de televisión y DVD. El número de personas que acogen puede variar de unos pocos a unos miles.
La mayoría de hoteles disponen de salas de diferentes dimensiones y, en mayor número, aquellos ubicados junto a aeropuertos y estaciones de tren. En ellas, se pueden dar cita asistentes de diversos procedencias, minimizando así los gastos de transporte. Muchas salas son modulables variando su tamaño en función de las necesidades de espacio por la apertura o cerramiento de paneles. También es habitual que cuenten con salas polivalentes que sirven a diferentes propósitos: comedor, sala de exposiciones, etc.
Los centros de negocios también alquilan salas de reuniones a empresas por días, semanas o meses ofreciendo servicios complementarios como reprografía, envío de fax o correo electrónico, llamadas gratuitas, etc.
El alquiler de las salas de reuniones no se limita únicamente al mundo empresarial, ya que también es posible reservarlas para la celebración de eventos familiares, sociales y culturales, como fiestas de cumpleaños o catas de vino. En estos casos las salas suelen disponer además de espacios lúdicos para el entretenimiento de niños y adultos, como salas de estar, parques infantiles y cuartos de juegos.

## Disposición de la sala
Las disposiciones de los puestos en una sala de reuniones pueden ser:
- En U. Las mesas forman una U dejando abierta la parte frontal para el ponente.
- En O. Las mesas adoptan una configuración cerrada de modo que todos los asistentes quedan en el campo de visión del resto.
- En teatro. Las sillas se disponen en filas orientadas hacia el lugar donde se hará la exposición.
- En escuela. Los asistentes se colocan como en el caso anterior pero todos cuentan con una mesa.

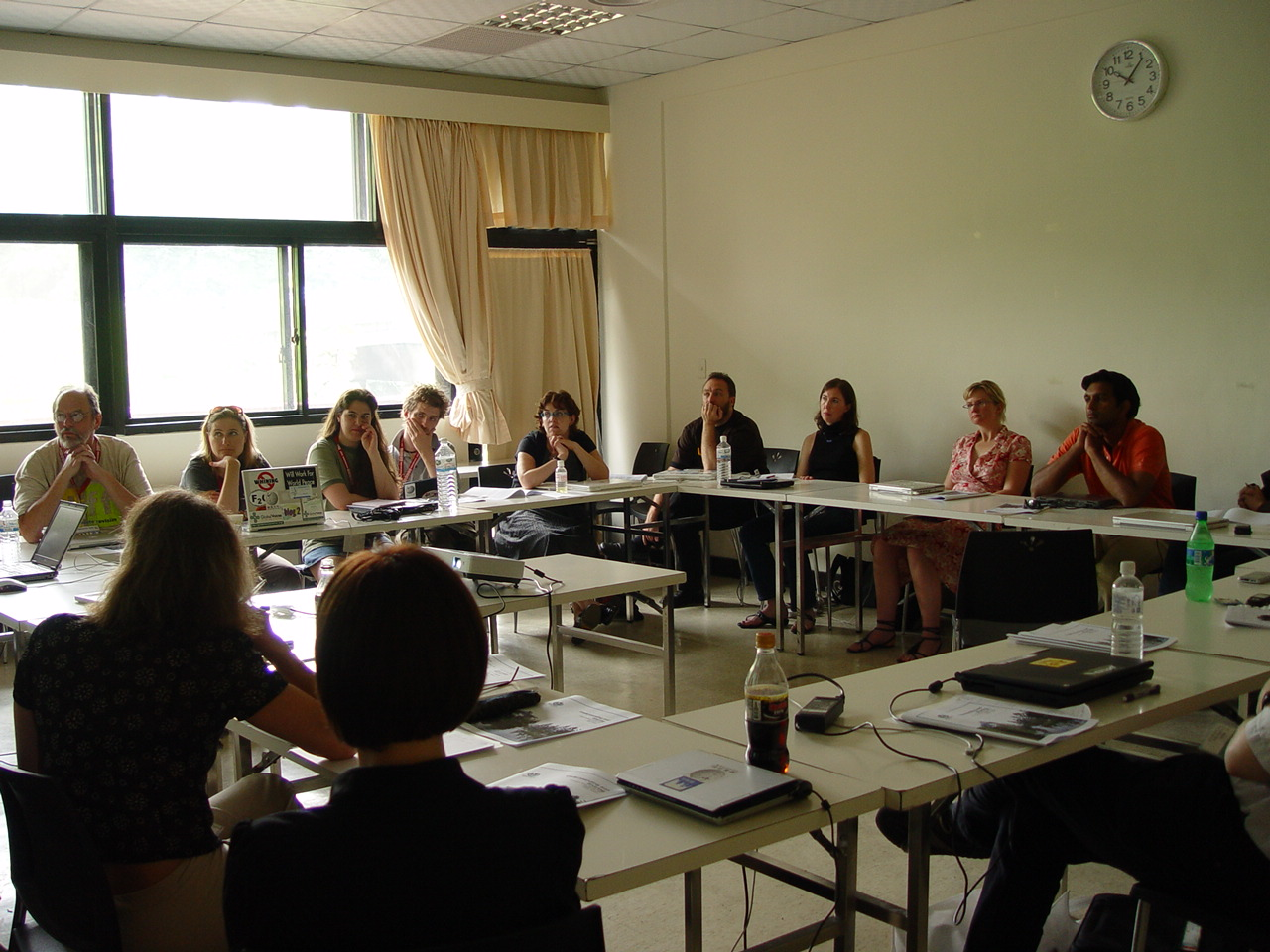
Disposición de la sala en O
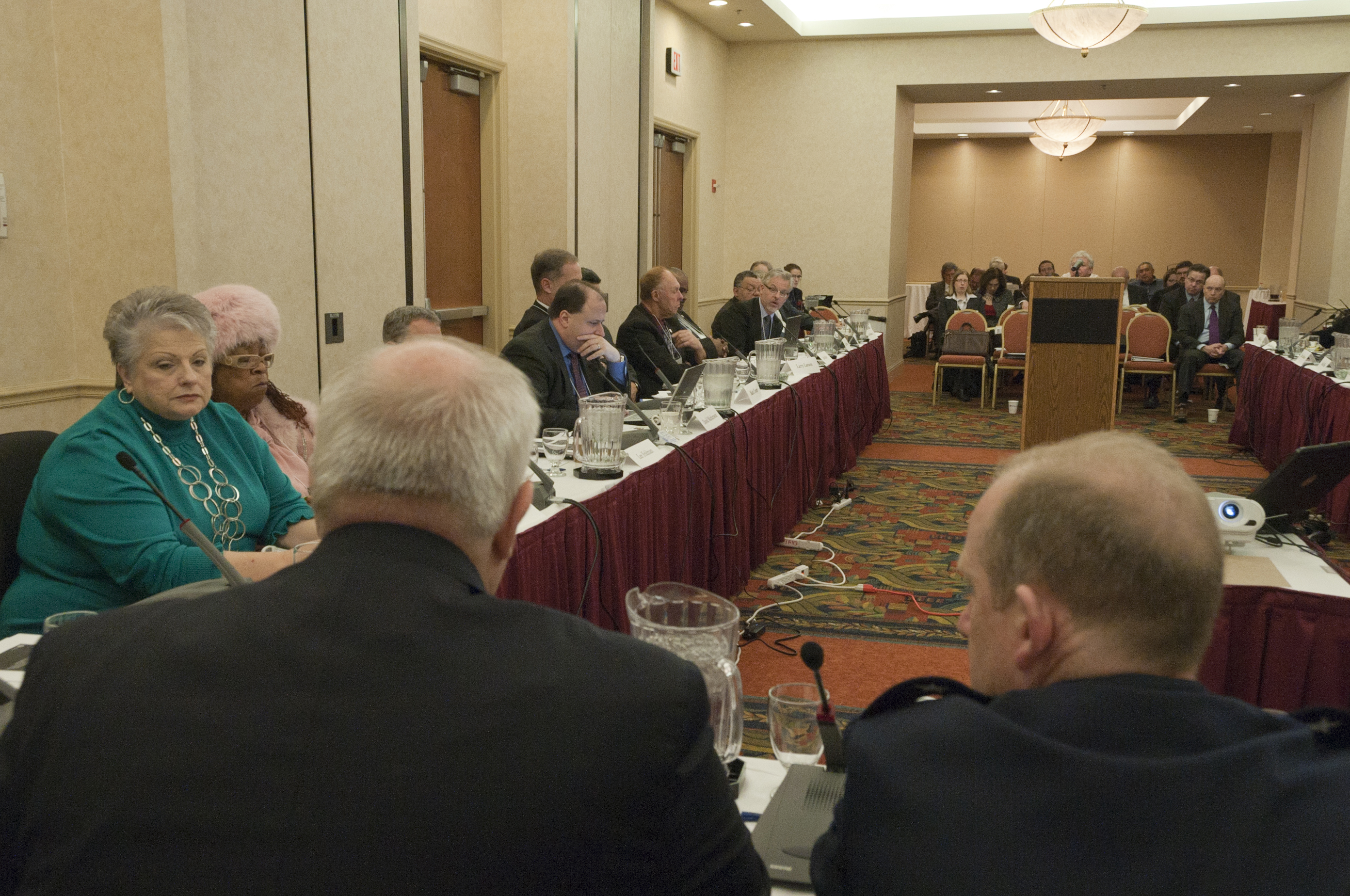
Disposición de la sala en U
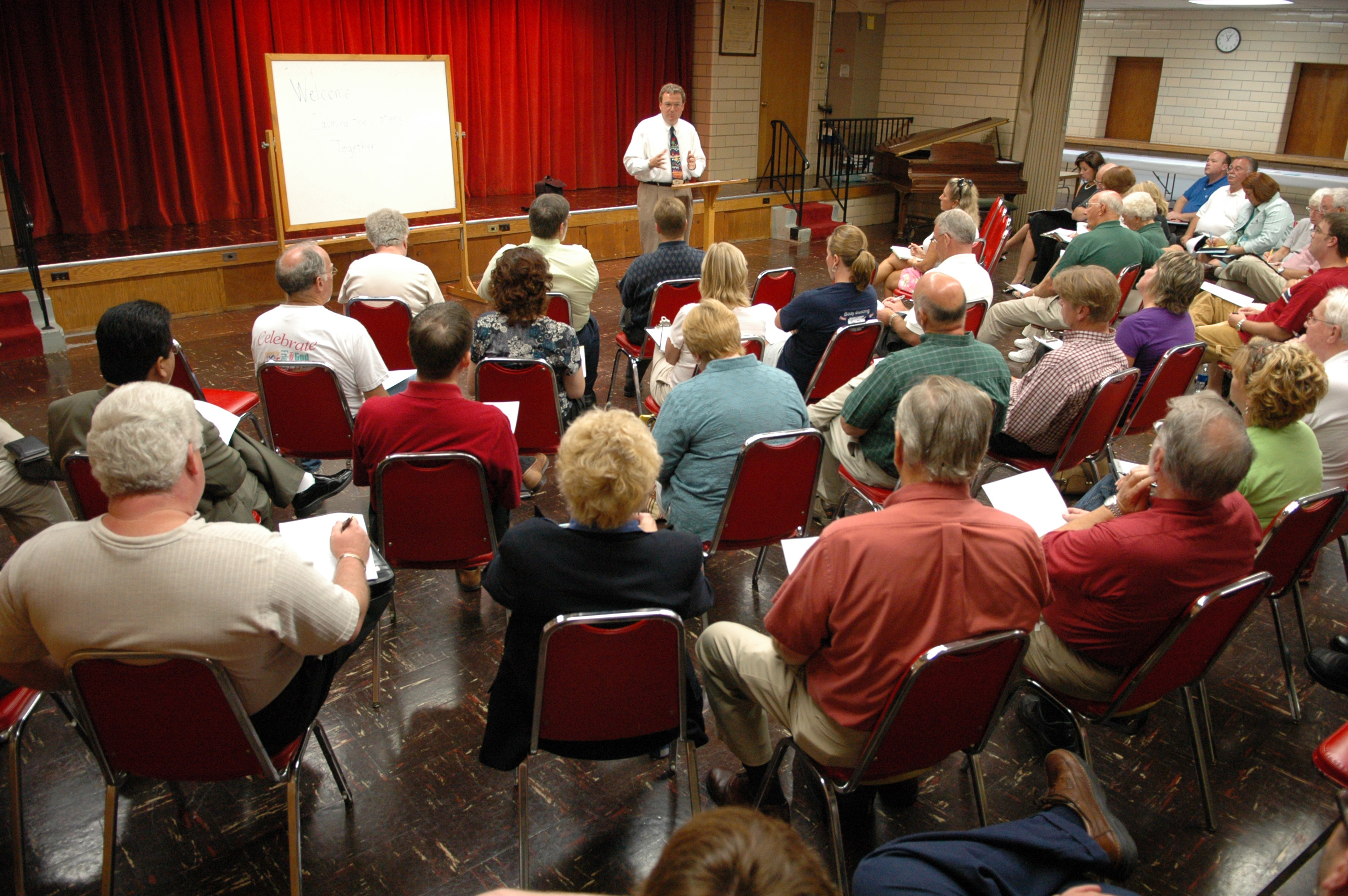
Disposición en teatro
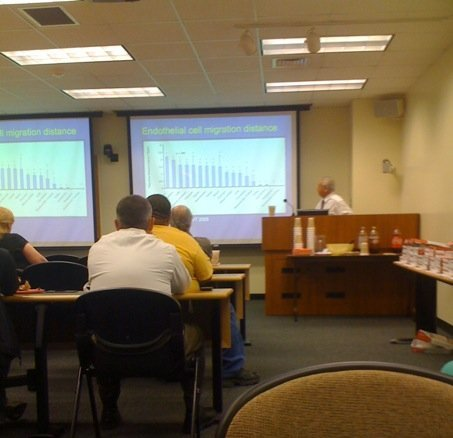
Disposición en escuela

- Datos: Q3469909